# Секиркина, Пелагея Егоровна
Пелаге́я Его́ровна Секи́ркина (в девичестве Кобченко; 18 июля 1927, Ново-Репяховка, Курская губерния — 12 декабря 2014) — свинарка колхоза «Знамя труда» Ракитянского района Белгородской области. Герой Социалистического Труда (1971).

## Биография
Пелагея Егоровна (по другим данным — Полина Егоровна) родилась 18 июля 1927 года на хуторе Ново-Репяховка (ныне Краснояружского района Белгородской области) в крестьянской семье.
Окончила шесть классов. После войны, начиная с 1947 года, начала работать на свиноферме колхоза «Знамя труда».
Пелагея Егоровна воспитала 10 детей, за что была удостоена ордена «Материнская слава» трёх степеней, двух медалей и ордена «Мать-героиня» (1966).
После выхода на пенсию проживала в посёлке Пролетарском Ракитянского района, в Белгороде
Её свекровь — Евдокия Макаровна Секиркина — тоже являлась Героем Социалистического Труда.

### Семья
- Муж (с 1947; разведены в 1988-х[1]) — Алексей Александрович Секиркин.
- Дети:[4]
  - Зинаида (14 марта 1949)
  - Анатолий (11 января 1950)
  - Галина (3 ноября 1952)
  - Ольга (10 июля 1954)
  - Владимир (1 мая 1956)
  - Татьяна (15 февраля 1958)
  - Сергей (28 апреля 1960)
  - Антонина (5 марта 1962)
  - Наталья (28 мая 1963)
  - Борис (21 ноября 1964)

## Память
- Портрет П. Е. Секиркиной помещён на стенде Аллеи Трудовой славы посёлка Ракитное.

## Награды
- Герой Социалистического Труда с вручением ордена Ленина и знака отличия — Золотой медали «Серп и Молот» (8 апреля 1971 года) — за выдающиеся успехи, достигнутые в развитии сельскохозяйственного производства и выполнении пятилетнего плана продажи государству продуктов животноводства[5].
- Звание и орден «Мать-героиня» (6 августа 1966 года)[5].
- Орден «Материнская слава» I, II и III степеней[5].
- Медаль Материнства I и II степеней[5].
- Медаль «Ветеран труда»[5].